# Sadzarzewice
Sadzarzewice [sad͡zaʐɛˈvit͡sɛ] (deutsch Sadersdorf; niedersorbisch Sazarjejce) ist ein Dorf und ein Schulzenamt (Sołectwo) der Landgemeinde Gubin (Guben) im Powiat Krośnieński (Landkreis Crossen) in der polnischen Woiwodschaft Lebus. Bis zum 15. Januar 1976 gehörte Sadzarzewice zur Gemeinde Grabice.

## Lage
Sadzarzewice liegt im polnischen Teil der Niederlausitz an der Lausitzer Neiße, unmittelbar östlich und südlich der Grenze zu Deutschland. Umliegende Ortschaften sind das in Deutschland liegende Klein Gastrose im Nordosten, Polanowice im Osten, Jazów und Grabice im Südosten, Grabcyna im Süden, Markosice im Südwesten und das wiederum in Deutschland liegende Groß Gastrose im Westen.
Sadzarzewice ist ein Sackgassendorf und liegt einen halben Kilometer westlich der Droga wojewódzka 285. Fünf Straßenkilometer nördlich des Ortes liegen die Droga krajowa 32 und die deutsche Bundesstraße 97 an der Grenzübergangsstelle bei Sękowice.

## Geschichte
Sadersdorf wurde 1512 erstmals urkundlich erwähnt. Der Ort gehörte zunächst dem Adelsgeschlecht von Köckritz. Bis 1806 lag Sadersdorf im Kurfürstentum Sachsen und danach im Königreich Sachsen. Nach den Beschlüssen auf dem Wiener Kongress nach Ende der Befreiungskriege musste Sachsen die Niederlausitz im Jahr 1815 an das Königreich Preußen abtreten. Im folgenden Jahr wurde in Preußen eine umfassende Gebietsreform durchgeführt, seitdem gehörte Sadersdorf zum Kreis Guben in der Provinz Brandenburg.
Im 19. Jahrhundert gehörte Sadersdorf zur königlichen Standesherrschaft Schenkendorf. Laut der Topografisch-statistischen Übersicht des Regierungsbezirks Frankfurt a.d.O. aus dem Jahr 1844 hatte die Landgemeinde zu diesem Zeitpunkt 20 Wohngebäude und 128 Einwohner. Kirchlich gehörte Sadersdorf zum Nachbarort Niemitzsch. Bis 1867 stieg die Einwohnerzahl des Dorfes bis auf 228 Einwohner an. Seit 1874 gehörte die Gemeinde verwaltungstechnisch zum Amtsbezirk Schenkendöbern. Am 1. August 1887 wurde Sadersdorf durch ein Hochwasser geflutet. Bei der Volkszählung vom 1. Dezember 1910 hatte der Ort 177 Einwohner, bis 1925 stieg die Einwohnerzahl von Sadersdorf auf 193 Einwohner an. 1933 lebten dort 218 Einwohner. Eine Brücke über die Neiße, die Sadersdorf mit dem Nachbarort Groß Gastrose verband, wurde Anfang 1945 zerstört. Im Februar 1945 wurde der Ort von der Roten Armee besetzt.
Nach dem Zweiten Weltkrieg und der Festlegung der Oder-Neiße-Grenze kam Sadersdorf am 2. August 1945 zu Polen. Der Ort wurde in Sadzarzewice umbenannt, die deutschen Einwohner vertrieben und der Ort von polnischen Neusiedlern bezogen. In Polen gehörte Sadzarzewice zunächst zur Woiwodschaft Posen. Am 28. Juni 1946 wurde der Ort nach Markosice eingemeindet. Seit 1950 gehörte Sadzarzewice zur Woiwodschaft Zielona Góra. Im Oktober 1954 wurden die Landgemeinden in Polen abgeschafft und durch kleinere Gromadas ersetzt. Seitdem gehörte Sadzarzewice zur Gromada Grabice. Am 1. Januar 1973 wurde Grabice in eine Landgemeinde (Gmina wiejska) umgewandelt. Am 15. Januar 1976 fusionierte Grabice mit den Gemeinden Stargard Gubiński und Wałowice zu der neuen Landgemeinde Gubin. Seit 1999 liegt Sadzarzewice in der Woiwodschaft Lebus.